# Estany Gran de Colieto
L'Estany Gran de Colieto és un llac que es troba en el terme municipal de la Vall de Boí, a la comarca de l'Alta Ribagorça, i dins del Parc Nacional d'Aigüestortes i Estany de Sant Maurici.

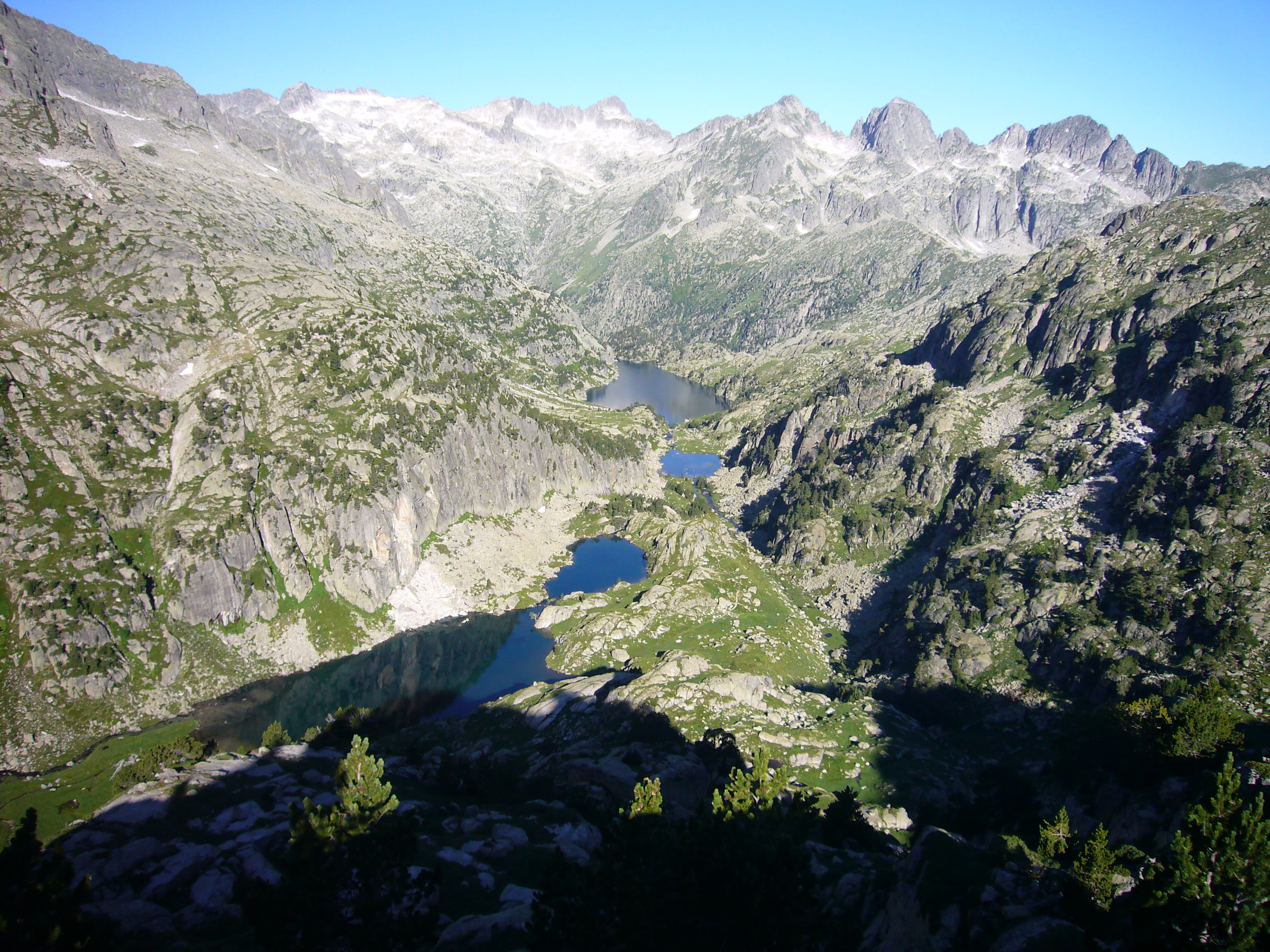
Estanys Gran de Colieto, de Colieto i Negre, vistos des del Bony dels Estanys de Colieto

El llac està situat a 2.186 metres d'altitud, a la part baixa de la Vall de Colieto. Rep les aigües de la part sud i sud-est de la vall i drena cap a l'Estany de Colieto (NO). La Pleta de Colieto el rodeja pel nord i per l'est.

## Rutes[2]
Per la seva situació, totes les rutes que s'endinsen a la Vall de Colieto passen per la seva riba dreta.